# Pax Nicephori
Pax Nicephori (v prevodu: Nikeforjev mir) je izraz, ki se nanaša na mirovno pogodbo, ki naj bi jo leta 803 sklenila frankovski vladar Karel Veliki in bizantinski cesar Nikefor I. Logotet ali na rezultat pogajanj med istima stranema, vendar drugima cesarjema, ki so potekala v letih 811 do 814. Isti izraz se lahko nanaša tudi na celoten niz pogajanj v letih 802 do 815.

## Neuspešna pogajanja leta 803
Od leta 797 do 802 je Bizantinskemu cesarstvu vladala cesarica Irena Atenska. Papež Leon III., ki je potreboval zaveznike proti svojim nasprotnikom v Rimu in je gledal na bizantinski prestol kot da je prazen, ker na njem ni bilo moškega vladarja, je na božični dan leta 800 v baziliki sv. Petra za bizantinskega cesarja (Imperator Romanorum) imenoval Karla Velikega. Njegovo dejanje je za Bizantinsko cesarstvo in pravoslavno cerkev pomenilo veliko žalitev in je še poglobilo razkol med pravoslavno in katoliško cerkvijo.
Irenin naslednik Nikefor I. nikoli ni priznal Karlovega cesarskega naslova, vendar je leta 803 kljub temu poskušal s Karlom Velikim določiti mejo med njunima cesarstvoma. Prvo pogodbo o razmejitvi je v resnici že pred tem pripravil in poslal na Vzhod Karel Veliki med pogajanji s cesarico Ireno Atensko. Iz Letopisov Frankovskega krajestva naj bi bilo razvidno, da Nikefor pogodbe nikoli ni potrdil. Isto nedvoumno trdi tudi Karel Veliki, v enem od ohranjenih dokumentov. Po teh dogodkih je kneževina Primorska Hrvaška mirno sprejela omejeno frankovsko nadoblast. 

## Nadaljnja pogajanja (803-806)
Cesarstvi sta se kljub nesoglasjem v prvem desetletju 9. stoletja le sporazumeli o delitvi spornega italijanskega ozemlja, se pravi provinc Benetke in Primorska Hrvaška. Izgleda, da je bil dogovor za Benetke ugoden, ker je zagotovil bizantinsko suverenost nad njimi.

## Vojna in mir (806-814)
Začasen prestop Benetk na frankovsko stran je povzročil stalne pomorske spopade na Jadranu, ki jih je prekinilo samo premirje v letih 807 in 808. Ko je Karlov sin in italijanski kralj Pipin Langobardski napadel Dalmacijo, se je napetost med obema cesarstvoma še povečala. Politična in vojaška nestabilnost je trajala samo do Pipinove smrti julija 810. Po njegovi smrti sta se Nikefor I. in Karel Veliki, ki je začasno prevzel oblast v Italiji, začela dogovarjati o novi mirovni pogodbi, zato se to obdobje diplomatskih dejavnosti lahko upravičeno imenuje Pax Nicephori. Ker je Karlov cesarski naslov priznal samo cesar  Mihael I., je bila pogodba potrjena šele štiri leta kasneje, ko sta bila Karel Veliki in Nikefor I. že mrtva. Podpisala sta jo Ludvik Pobožni in Leon V.. V pogodbo je bilo vnešenih nekaj sprememb, ki so bile za Benetke še bolj ugodne.
Leta 812 je bila sklenjena Aachenska mirovna pogodba, s katero je Primorska Hrvaška brez bizantinskih mest in otokov prišla pod frankovsko nadoblast.

## Tamponske države
Prepričanje, da so pogajanja med Bizantinci in Franki na začetku 9. stoletja naredila Benetke za neodvisno državo, temelji na kasnejših namigih in pristranskih pričevanjih beneških kronistov, na primer Ivana Diakona in Andrea Dandola, in je zato zelo vprašljivo.